# Dario Sammartino
Dario Sammartino (Napoli, 5 aprile 1987) è un giocatore di poker italiano.
È al numero uno nella All-Time Money List italiana e 46° nella All-Time Money List mondiale per quanto riguarda le vincite maturate nei tornei di poker live, davanti a Mustapha Kanit e Max Pescatori.
È il terzo giocatore italiano, assieme a Filippo Candio e Federico Butteroni, ad aver raggiunto il tavolo finale del Main Event delle World Series of Poker e il primo a essersi laureato vice-campione.
In totale nella sua carriera ha maturato vincite lorde nei tornei di poker live per 14.573.846$.

## Biografia
Dario Sammartino nasce a Napoli nel quartiere del Vomero e scopre il poker grazie al padre, nella sua variante a 5 carte, in un periodo particolarmente delicato della sua adolescenza a seguito della scomparsa del nonno.
Dopo le prime partite tra amici, con l'avvento del Texas hold 'em in Italia, muove i primi passi nei circoli della città cominciando ad approfondire quello che in futuro diventerà un vero e proprio lavoro.
A cavallo tra la fine del liceo e gli inizi dell'università, Dario Sammartino scopre il poker online e in virtù di una promessa fatta alla madre, abbandona le partite live nei circoli per dedicarsi principalmente all'online.
Con l'arrivo del Cash game in Italia su PokerStars.it, comincia a scalare tutti i livelli diventando tra i giocatori più vincenti sulla poker room di riferimento per i giocatori italiani.
Superati i 20 anni d'età, dopo essersi affermato nella scena online, Dario Sammartino comincia a giocare i tornei di poker dal vivo in giro per l'Europa.

## Carriera

### Gli inizi nel poker dal vivo
Il primo risultato ufficiale in un torneo live arriva il 27 novembre 2008, a Sharm el-Sheikh, con un ottavo posto al Royal Poker Tour, dove incassa 3.800€ a fronte di un costo d'ingresso da 1.100€.
Nonostante l'inizio promettente non riesce a imporsi nei tornei live fino al 4 febbraio 2010, quando raggiunge un terzo posto per 37,900€ al Malta Poker Dream da 1,100€, il premio più cospicuo vinto fino a quel momento.
Anche i mesi di ottobre e novembre 2011 regalano due splendidi risultati: 17° alle World Series of Poker Europe a Cannes e 3° alle Italian Series of Poker a Nova Gorica, per un totale di vincite lorde pari a 57,000€. Una somma considerevole per un giovane giocatore di soli ventiquattro anni.

### L'ascesa nel poker online
Con l'introduzione del formato Cash game nei siti di poker in Italia, col decreto AAMS n. 2011/190/Cgv dell'8 febbraio 2009, pubblicato in Gazzetta Ufficiale il 9 marzo 2011, Dario Sammartino si impone nella scena online nazionale col nickname "madgenius87", diventando uno specialista nei testa a testa.
Memorabile la sessione contro "anma64" al NLH 5/10 e 10/20 su PokerStars.it, una battaglia avvenuta su sei tavoli in contemporanea. Dopo circa sedici ore di confronto ininterrotto, "madgenius87" banca la cassa dell'avversario vincendo in una sola notte svariate decine di migliaia di euro.

### Italian Poker Tour
Il 29 aprile 2013 vince la sua prima Picca nel circuito dell'Italian Poker Tour targato PokerStars, aggiudicandosi il torneo High Roller da 2.200€ di iscrizione per 35.000€.
Il 22 agosto 2013 centra il suo primo tavolo finale all'Italian Poker tour di Nova gorica, piazzandosi al quinto posto per 24.000€.
Il 24 ottobre 2013 si ripete e arriva secondo per 95.000€ alle spalle di Federico Piroddi, il quale mette a segno una rimonta pazzesca dopo esser stato in netto svantaggio, levandogli la gioia del successo nel torneo di Texas Hold'em più prestigioso a livello nazionale.
Il 6 ottobre 2013 raggiunge il tavolo finale al Main Even UK Poker Tour, arrivando quinto su 747 iscritti per 35.360£.
Il 24 febbraio 2014 si ripresenta per la terza volta al tavolo finale del Main Event in occasione dell'IPT di Saint Vincent e chiude al terzo posto per altri 35.000€.
In totale, al Main Event dell'Italian Poker Tour, Dario Sammartino ha collezionato di 7 ITM tra Sanremo (2011,2012, maggio 2013, ottobre 2013), Campione (2012), Nova Gorica (2013), Saint Vincent (2014) e 3 tavoli finali (Nova Gorica 2013, Sanremo 2013, Saint Vincent 2014).
| Data       | Torneo                       | Costo iscrizione | Numero iscritti | Posizione | Vincita in US$ |
| ---------- | ---------------------------- | ---------------- | --------------- | --------- | -------------- |
| 24/10/2013 | IPT Main Event Sanremo       | 700€             | 1.010           | 2°        | 130.849$       |
| 27/02/2014 | IPT Main Event Saint Vincent | 700€             | 635             | 3°        | 48.026$        |
| 22/08/2013 | IPT Main Event Nova Gorica   | 700€             | 715             | 5°        | 32.150$        |

### European Poker Tour

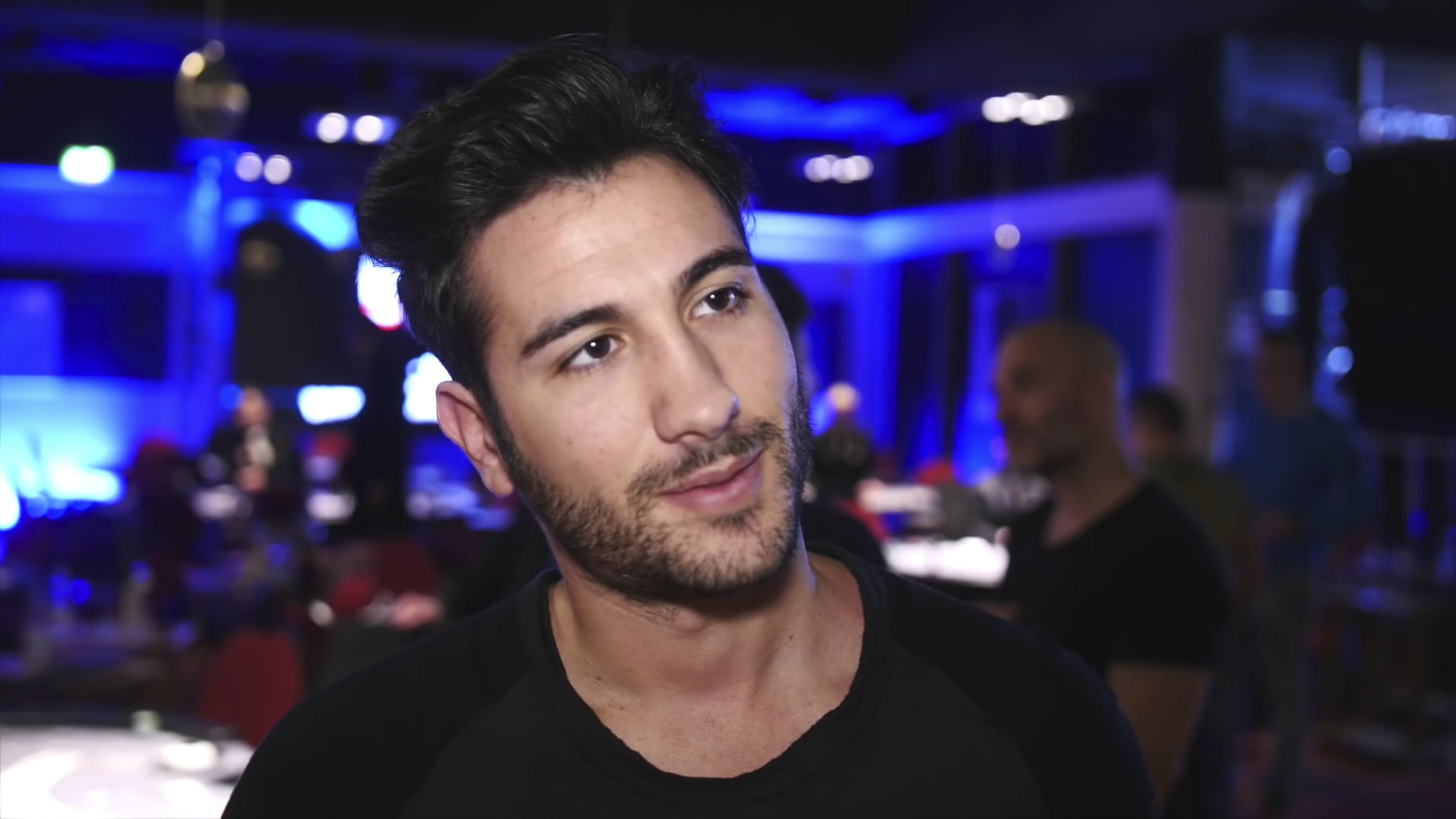
Dario Sammartino nel 2016

Il suo primo piazzamento a premio al Main Event dell'European Poker Tour risale al 10 marzo 2013, 29° su 647 iscritti per 15.000£. Ne seguiranno altri 7 (Berlino, Montecarlo, Londra e Praga nel 2013, Deuville nel 2014, Montecarlo e Barcellona nel 2015).
Dopo averlo sfiorato nel 2013, chiudendo al 17º posto, il primo tavolo finale al Main Event dell'EPT arriva il 30 aprile del 2016, sempre a Montecarlo: Dario Sammartino esce in 8ª posizione su 1.098 iscritti per 91.860€ di premio.
A seguire arriveranno altri cinque piazzamenti "in the money" al Main Event di Barcellona (2017,2018,2019), di Montecarlo (2018) e di Praga (2019), per un totale di 14 ITM al torneo più prestigioso d'Europa (13 sotto la denominazione European Poker Tour e uno come PokerStars Championship, Barcellona 2017).
Il 2 maggio 2015, dopo essersi qualificato attraverso un torneo satellite, raggiunge il tavolo finale del Super High Roller EPT da 100.000€ di iscrizione.. Grazie al quarto posto raggiunto incassa 709.500€, la vincita monetaria più grossa ottenuta in carriera fino a quel momento.
Nella stessa tappa dell'European Poker Tour, oltre al 17º posto al Main Event per 51.350€, arriva un sesto posto al torneo High Roller da 25.500€ per 257.400€ di premio. In totale tornerà da Montecarlo con oltre un milione di euro in vincite lorde.
Il 14 gennaio 2016, a Nassau nelle Bahamas in occasione del PokerStars Caribbean Adventure, centra un 3º posto da 542.160$ al NLH High Roller da 25.000$ di iscrizione: per la seconda volta in carriera dopo Montecarlo riesce a vincere una cifra superiore a mezzo milione di dollari in un singolo torneo.
Il 9 gennaio 2017, nuovamente a Nassau, vince per la seconda volta una Picca aggiudicandosi il side event Hyper Turbo da 10.200$ per un primo posto da 58.200$.
Due giorni dopo deve cedere il passo al testa a testa finale del 25.000$ Shot Clock contro Bryn Kenney, leader attuale della All Time Money List mondiale nei tornei di poker da vivo, incassando i 354.424$ riservati al secondo classificato.
Il 3 maggio 2017, a Montecarlo, è nuovamente protagonista al tavolo finale di un torneo High Roller da 25.000€: la sua corsa si arresta in 4ª posizione per 384.340€.
Il 27 aprile 2018 sfiora il successo all'EPT National High Roller da 2.200€ e incassa 109.000€, mentre il 30 aprile 2019, sempre a Montecarlo, mette in bacheca la terza Picca grazie al successo nel side event in formato short-deck da 2.150€, per 23.100€ di premio..
| Data       | Torneo                                       | Costo iscrizione | Numero iscritti | Posizione | Vincita in US$ |
| ---------- | -------------------------------------------- | ---------------- | --------------- | --------- | -------------- |
| 30/04/2015 | EPT Super High Roller                        | 100.000€         | 58+13           | 4°        | 782.465$       |
| 12/01/2016 | PCA High Roller 8-handed                     | 25.000$          | 173+52          | 3°        | 542.160$       |
| 03/05/2017 | PokerStars Championship High Roller 8-handed | 25.750$          | 187             | 4°        | 419.374$       |
| 11/01/2019 | PCA NLH Shot Clock                           | 25.500$          | 42+17           | 2°        | 354.424$       |
| 06/05/2015 | EPT Grand Final NLH High Roller              | 25.500€          | 215             | 6°        | 286.902$       |
| 27/04/2018 | EPT National High Roller                     | 2.200€           | 358+104         | 2°        | 132.416$       |
| 30/04/2016 | EPT Main Event                               | 5.300€           | 1.098           | 8°        | 104.731$       |
| 22/08/2018 | EPT NLH High Roller                          | 10.300€          | 98+31           | 5°        | 101.008$       |

### World Series of Poker

#### Le prime Series a Las Vegas
Nel 2011 fa la sua apparizione alle World Series of Poker di Las Vegas, collezionando la prima posizione a premio in un evento delle WSOP al NLH da 1.000$ d'iscrizione per 3.088$..
Nel 2012 colleziona soltanto due ITM, il primo al NLH 6-handed da 3.000$ e il secondo al NLH da 1.500$. Va decisamente meglio l'anno successivo, con 4 bandierine piazzate e alcuni tavoli finali sfumati sul più bello, tra cui un 10º posto al NLH 6-handed da 5.000$ e un 15° al NLH Mixed Max da 3.000$.
Il 14 giugno 2014 arriva il primo tavolo finale a un evento delle World Series Of Poker, grazie al 6º posto al NLH 6-handed da 10.000$ per un premio pari a 91.670$. Nella stessa edizione porta a casa altri due ITM, uno dei quali al NLH 6-handed da 5.000$, confermando la sua predilezione per i tornei con tavoli da 6 giocatori.
Nel 2015 sono addirittura due i tavoli finali su 3 ITM totali. Il primo al Pot Limit Omaha Championship da 10.000$ (6° per 60.545), il secondo al NLH 6-handed da 5.000$ dove chiude al 4º posto per 163.604$.
L'anno successivo non arriva nessun final table, ma l'8 luglio 2016 Dario Sammartino partecipa per la prima volta al NLH High Roller for One Drop da 111.111$ di buy-in e si classifica in 17ª posizione per un premio da 187.576$, oltre a tre ITM in altrettanti eventi tra cui il 6-handed Championship da 10.000$ chiuso al 30º posto per 20.767$.

#### La svolta con le varianti
Nel 2017 Sammartino cambia marcia e colleziona ben 8 piazzamenti a premio tra cui 4 tavoli finali. Il risultato più prestigioso arriva il 5 giugno 2017 al NLH High Roller for One Drop da 111.111$, nel quale chiude al 3º posto per 1.608.295$, la vincita monetaria più grossa in carriera conquistata fino a quel momento.
Da sottolineare il 9º posto al No Limit 2-7 Lowball Draw Championship da 10.000$ per un premio da 19.187$, l'ottava posizione al NLH 6-handed Championship da 10.000$ per 69.578$ e la sesta piazza al Pot Limit Omaha High Roller da 25.000$ per 197.007$.
Nel 2018 i risultati non sono esaltanti se comparati alle annate precedenti, tuttavia riesce a conquistare 3 posizioni a pagamento tra cui un tavolo finale chiudendo al 3º posto nel No Limit 2-7 Lowball Draw Championship da 10.000$ per un premio da 114.023$.

#### L'anno di grazia alle WSOP
Il 2019 risulta essere l'anno di grazia alle World Series Of Poker. Sammartino comincia benissimo e il 14 giugno centra un 3º posto al H.O.R.S.E Championship da 10.000$ per 184.854$ di premio.
Dopo aver sfiorato un altro final table nell'evento Shootout NLH da 3.000$ (11° per 6.099), il 23 giugno 2019 col nickname "Sirio87" Sammartino arriva 4º per 75.094$ all'evento online di NLH. Assieme a lui al tavolo finale anche altri due italiani, Gianluca Speranza (7° per 29.885$) e Max Pescatori (9° per 17.348).
Il 27 giugno 2019 manca per un soffio il tavolo finale chiudendo 9º per 93.764$in uno degli eventi di cartello delle Series, il Poker Player Championship da 50.000$ di iscrizione, un torneo giocato su più varianti di poker e considerato tra i più ambiti dai professionisti per via della sua complessità a livello tecnico
La vera svolta però arriva al Main Event delle WSOP, il torneo di poker per eccellenza dal costo di iscrizione di 10.000$ che non prevede la possibilità di rientrare in caso di eliminazione.
Dopo 10 giorni di battaglia, a fronte di 8.569 iscritti, il 16 luglio del 2019 Dario Sammartino arriva al testa a testa finale contro il tedesco Hossein Ensan per giocarsi il braccialetto di campione del mondo e un primo premio da 10 milioni di dollari.
Nonostante lo svantaggio iniziale riesce subito a portarsi in testa, ma dopo diverse ore di battaglia sarà il suo avversario ad avere la meglio e conquistare il titolo. Sammartino si laurea vice-campione del mondo e incassa un premio da 6 milioni di dollari, la vincita monetaria più grossa realizzata in carriera nonché la cifra più alta vinta da un giocatore italiano in un torneo di poker dal vivo.
| Data       | Torneo                                       | Costo iscrizione | Numero iscritti | Posizione | Vincita in US$ (lorda) |
| ---------- | -------------------------------------------- | ---------------- | --------------- | --------- | ---------------------- |
| 02/07/2011 | WSOP NLH                                     | 1.000$           | 4.576           | 207°      | 3.088$                 |
| 12/06/2012 | WSOP NLH 6-handed                            | 3.000$           | 924             | 44°       | 8.551$                 |
| 30/06/2012 | WSOP NLH                                     | 1.500$           | 3.166           | 125°      | 4.445$                 |
| 03/06/2013 | WSOP NLH Shootout                            | 3.000$           | 566             | 35°       | 7.384$                 |
| 14/06/2013 | WSOP NLH Mixed Max                           | 3.000$           | 513             | 15°       | 18.657$                |
| 18/06/2013 | WSOP NLH 6-handed                            | 5.000$           | 593             | 10°       | 39.918$                |
| 21/06/2013 | WSOP NLH 4-handed                            | 2.500$           | 477             | 43°       | 5.253$                 |
| 10/06/2014 | WSOP NLH 6-handed                            | 5.000$           | 541             | 55°       | 8.746$                 |
| 14/06/2014 | WSOP NLH 6-handed                            | 10.000$          | 264             | 6°        | 91.670$                |
| 18/07/2014 | WSOP NLH                                     | 3.000$           | 992             | 28°       | 13.838$                |
| 04/06/2015 | WSOP Championship Pot Limit Omaha            | 10.000$          | 128             | 6°        | 163.604$               |
| 15/06/2015 | WSOP NLH 6-handed                            | 5.000$           | 550             | 4°        | 60.545$                |
| 30/062015  | WSOP NLH Little One for One Drop             | 1.111$           | 4.555           | 204°      | 3.074$                 |
| 1506/2016  | WSOP NLH                                     | 2.000$           | 1.419           | 158°      | 3.147$                 |
| 23/06/2016 | WSOP NLH Championship 6-handed               | 10.000$          | 294             | 30°       | 20.767$                |
| 26/06/2016 | WSOP MIxed NLH/PLO                           | 1.500$           | 919             | 91°       | 2.437$                 |
| 08/07/2016 | WSOP NLH High Roller for One Drop            | 111.111$         | 183             | 17°       | 187.576$               |
| 02/06/2017 | WSOP NLH High Roller for One Drop            | 111.111$         | 130             | 3°        | 1.608.295$             |
| 07/06/2017 | WSOP NLH Championship Heads-up               | 10.000$          | 129             | 12°       | 26.711$                |
| 11/06/2017 | WSOP NLH Championship Limit 2-7 Lowball Draw | 10.000$          | 92              | 9°        | 19.187$                |
| 18/06/2017 | WSOP NLH 6-handed                            | 5.000$           | 574             | 49°       | 8.734$                 |
| 21/06/2017 | WSOP NLH Championship 6-handed               | 10.000$          | 332             | 8°        | 69.578$                |
| 26/06/2017 | WSOP PLO Championship Hi/Lo                  | 10.000$          | 207             | 21°       | 16.675$                |
| 05/07/2017 | WSOP PLO High Roller                         | 25.000$          | 205             | 6°        | 197.007$               |
| 08/07/2017 | WSOP NLH Main Event                          | 10.000$          | 7.221           | 43°       | 176.399$               |
| 10/06/2018 | WSOP CHampionship No Limit 2-7 Lowball Draw  | 10.000$          | 95              | 3°        | 114.023$               |
| 19/06/2018 | WSOP Mixed Big Bet                           | 2.500$           | 205             | 10°       | 8.915$                 |
| 23/06/2018 | WSOP PLO Championship                        | 10.000$          | 476             | 15°       | 34.256$                |
| 05/06/2019 | WSOP NLH 6-handed                            | 1.500$           | 1.832           | 152°      | 2.550$                 |
| 11/06/2019 | WSOP H.O.R.S.E. Championship                 | 10.000$          | 172             | 3°        | 184.854$               |
| 15/06/2019 | WSOP NLH Shootout                            | 3.000$           | 313             | 11°       | 6.099$                 |
| 19/06/2019 | WSOP PLO High Roller 8-handed                | 25.000$          | 278             | 40°       | 37.635$                |
| 23/06/2019 | WSOP NLH Online Double Stack                 | 1.000$           | 1.333           | 4°        | 75.094$                |
| 24/06/2019 | WSOP NLH Tag Team                            | 1.000$           | 976             | 134°      | 374$                   |
| 24/06/2019 | WSOP Poker Player Championship               | 50.000$          | 74              | 9°        | 93.764$                |
| 03/06/2019 | WSOP Main Event                              | 10.000$          | 8.569           | 2°        | 6.000.000$             |

### World Series of Poker Europee
Il primo risultato ottenuto nella versione europea delle World Series of Poker arriva a Cannes, il 18 ottobre 2011, quando Sammartino chiude al 17º posto il Main Event da 10.400€ di buy-in incassando 37.000€, su un totale di 593 iscritti. L'appuntamento con il tavolo finale è solamente rimandato.
Per trovare un'altra bandierina alle WSOPE tuttavia, bisogna attendere il 2 novembre 2017, a Rozvadov, in Repubblica Ceca: in quell'occasione arriva un 13º posto al NLH High Roller da 25.000€ per 43.461€ di premio su 113 iscritti totali.
Nel 2018 ci riprova al Main Event da 10.350€ sempre a Rozvadov, ma non va oltre il 43º posto incassando un premio da 20.262€.
Il 18 ottobre 2019 torna alla carica piazzandosi 8º al NLH Short Deck da 25.500€ per 88.861€ di premio è solo il preludio a un altro risultato di assoluto prestigio dopo il secondo posto al Main Event WSOP di Las Vegas centrato qualche mese prima.
Il 31 ottobre 2019 infatti, Dario Sammartino è tra i nove finalisti al Main Event delle World Series of Poker Europe, il quarto giocatore nella storia ad esser riuscito nell'impresa di conquistare i tavoli finali del Main WSOP e WSOPE nello stesso anno dopo Ivan Demidov (2008), Antoine Saout (2009) e James Akenhead (2009).
Nonostante la buona posizione di partenza però, il braccialetto va al greco Alexandros Kolonias. Dario Sammartino chiude al 4º posto per 341.702€ di premio ed entra di diritto nella storia come il giocatore di poker ad aver vinto più soldi rispetto ai tre doppi finalisti al Main WSOP/WSOPE.
| Data       | Torneo                           | Costo iscrizione | Numero iscritti | Posizione | Vincita in US$ |
| ---------- | -------------------------------- | ---------------- | --------------- | --------- | -------------- |
| 14/10/2011 | WSOPE Main Event                 | 10.400€          | 593             | 17°       | 49.427$        |
| 01/11/2017 | WSOPE High Roller                | 25.500€          | 113             | 13°       | 50.593$        |
| 27/10/2018 | WSOPE Main Event                 | 10.350€          | 534             | 43°       | 23.056$        |
| 18/10/2019 | WSOPE NLH Short Deck High Roller | 25.500€          | 111             | 8°        | 88.161$        |
| 25/10/2019 | WSOPE Main Event                 | 10.350€          | 541             | 4°        | 341.702$       |

## Record
Dario Sammartino è il giocatore italiano che ha vinto più di tutti nei tornei di poker live con 14.576.847$ di incassi lordi Dal 16 luglio 2019 ha superato Mustapha Kanit in testa al ranking nazionale stilato da thehendonmob.com e attualmente è al 46º nel ranking mondiale, unico italiano nella Top 50 di tutti i tempi.
Grazie al 2º posto conquistato al Main Event delle World Series Of Poker 2019 è il giocatore italiano ad aver incassato il premio in denaro più cospicuo in un singolo torneo di poker live.
È il terzo italiano nella storia ad aver raggiunto il tavolo finale del Main Event WSOP dopo Filippo Candio e Federico Butteroni, nonché l'unico capace di arrivare fino al testa a testa.
Il suo tavolo finale al Main Event delle WSOP Europe di Rozvadov è il secondo centrato da un italiano nelle Series europee, prima di lui Gianluca Speranza (2° nel 2017).
È il quarto giocatore nella storia ad aver centrato un doppio tavolo finale al Main Event WSOP e al Main Event WSOPE nello stesso anno solare, oltre a essere quello ad aver vinto più di tutti nei due eventi messi assieme (6.341.702$).
Le sue performance alle WSOP del 2017 e 2019, con 8 piazzamenti nelle posizioni a premi, sono le migliori di sempre per un giocatore italiano. Prima di lui il record spettava a Max Pescatori, capace di centrare 7 "in the money" nel 2015, nel 2016 e nel 2017.
Sommando i risultati ottenuti alle WSOP e alle WSOPE in un anno solare, è l'unico italiano ad aver raggiunto la doppia cifra nei piazzamenti a premio (10 in totale, 8 alle WSOP e 2 alle WSOPE), superando Max Pescatori a quota 9 ITM nel 2015 (7 alle WSOP e 2 alle WSOPE).
Inoltre, è il giocatore italiano ad aver maturato il maggior numero di incassi lordi in una singola edizione delle World Series Of Poker con 6.400.370$.